# Albin Jakiel

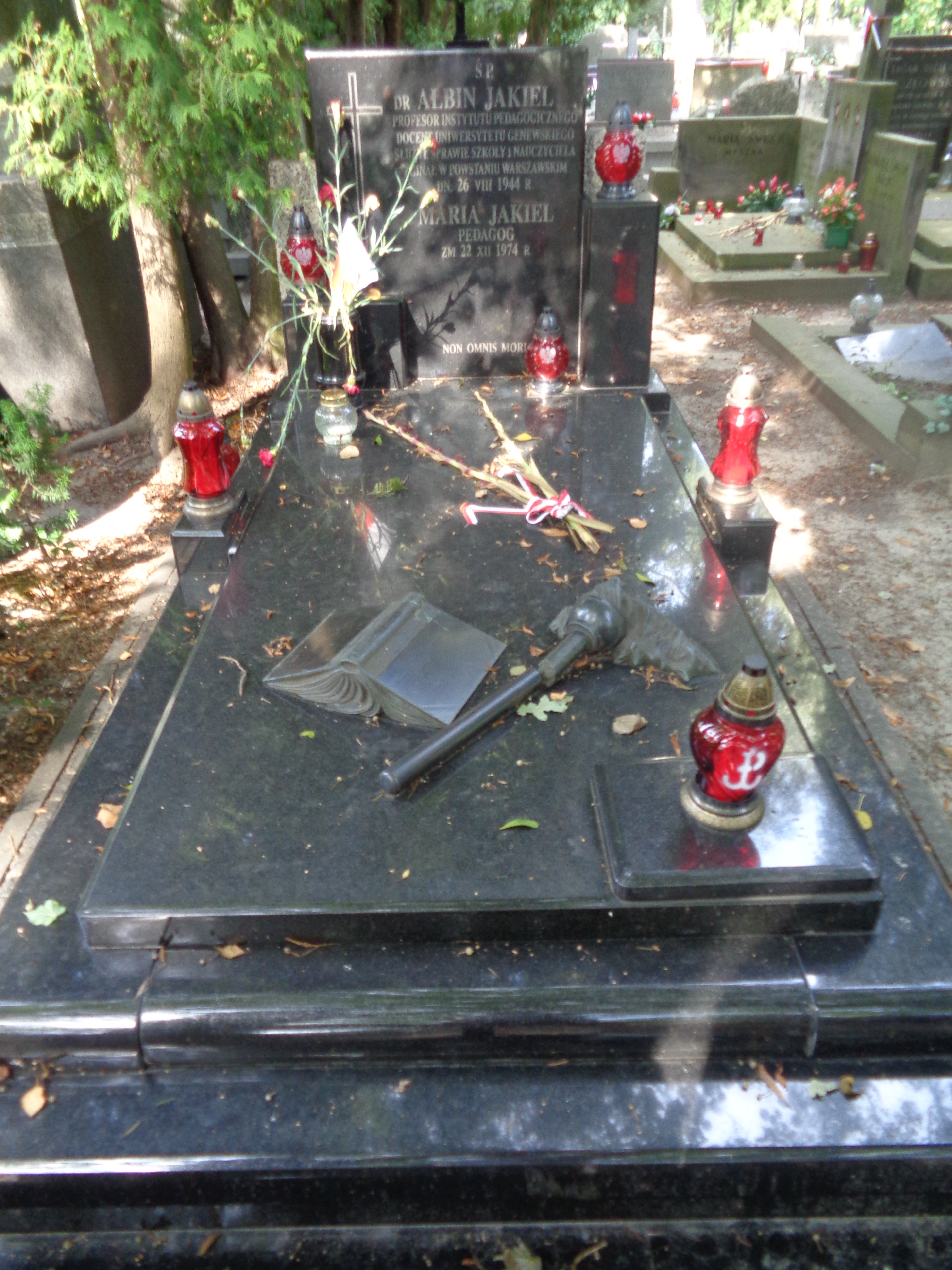
Grób Albina Jakiela na Cmentarzu Wojskowym na Powązkach

Albin Jakiel (ur. 1900, zm. 26 sierpnia 1944 w Warszawie) – polski działacz oświatowy, pedagog, encyklopedysta.

## Życiorys
Nie jest znana data urodzin Albina Jakiela, wiadomo że pochodził z okolic Lwowa i uczestniczył w I wojnie światowej. Przed 1920 ukończył seminarium nauczycielskie i był nauczycielem w szkole powszechnej i zawodowej. Był zaangażowany zawodowo, organizował konferencje zawodowe, współuczestniczył w grupach samokształceniowych, wydawał broszury informacyjne i tworzył punkty informacji zawodowej dla nauczycieli. Po zdaniu w 1927 egzaminu dojrzałości rozpoczął studia na Wydziale Filozoficznym Uniwersytetu Lwowskiego. Po uzyskaniu wsparcia Związku Nauczycielstwa Polskiego wyjechał do Genewy, aby tam studiować pedagogikę. W 1934 uzyskał stopień doktora a już rok później otrzymał tytuł docenta. Był wykładowcą na tamtejszej uczelni, wykładał pedagogikę porównawczą. Pomimo kariery naukowej zdecydował się na powrót do kraju, otrzymał etat w Ministerstwie Wyznań Religijnych i Oświecenia Publicznego. Równocześnie aktywnie angażował się w działalność Związku Nauczycielstwa Polskiego organizując, bądź wspierając inicjatywy działalności oświatowej. 
W 1938 ukazał się Polski Słownik Biograficzny, którego Albin Jakiel był współautorem. Brał czynny udział w kampanii wrześniowej, po jej zakończeniu powrócił do Warszawy i zaangażował się w organizację tajnego nauczania. W drugiej połowie 1941 wszedł w skład zarządu Tajnej Organizacji Nauczycielskiej, był autorem założeń programowych tej organizacji i reprezentował ją w Kierownictwie Walki Cywilnej. W kwietniu 1944 Gestapo wydało na Albina Jakiela nakaz aresztowania i musiał się on ukrywać. 
Po wybuchu powstania warszawskiego przebywał na Starym Mieście jako Delegat Rządu na Kraj, zginął podczas bombardowania w dwudziestym szóstym dniu od jego wybuchu. Pochowany na Cmentarzu Wojskowym na Powązkach w Warszawie (kwatera A27-12-1).